# Emilia di Schwarzburg-Sondershausen
Emilia di Schwarzburg-Sondershausen (nome completo in tedesco Emilie Friederike Caroline; Sondershausen, 23 aprile 1800 – Detmold, 2 aprile 1867) è stata principessa consorte di Lippe dal 1820 al 1851, come moglie di Leopoldo II.

## Biografia

### Nascita
Nacque come primogenita di Günther Federico Carlo I e di Carolina di Schwarzburg-Rudolstadt, nel 1800 a Sondershausen.

### Matrimonio

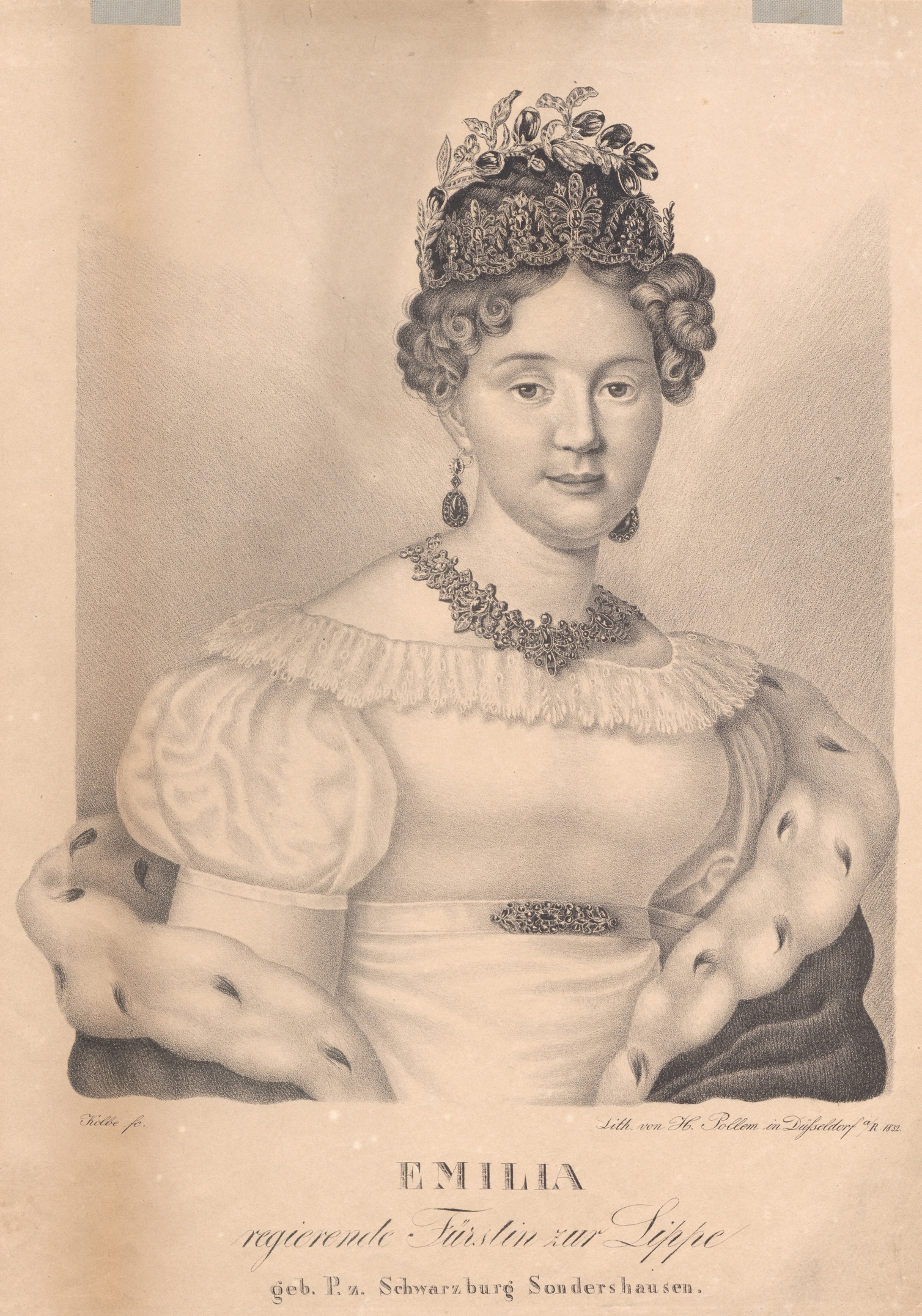
Emilia in un ritratto del 1832

Nel giorno del suo ventesimo compleanno sposò ad Arnstadt Leopoldo II di Lippe e rimase vedova nel 1851.

### Morte
Morì a Detmold all'età di 66 anni e venne tumulata nel Mausoleo di Büchenberg.

## Discendenza

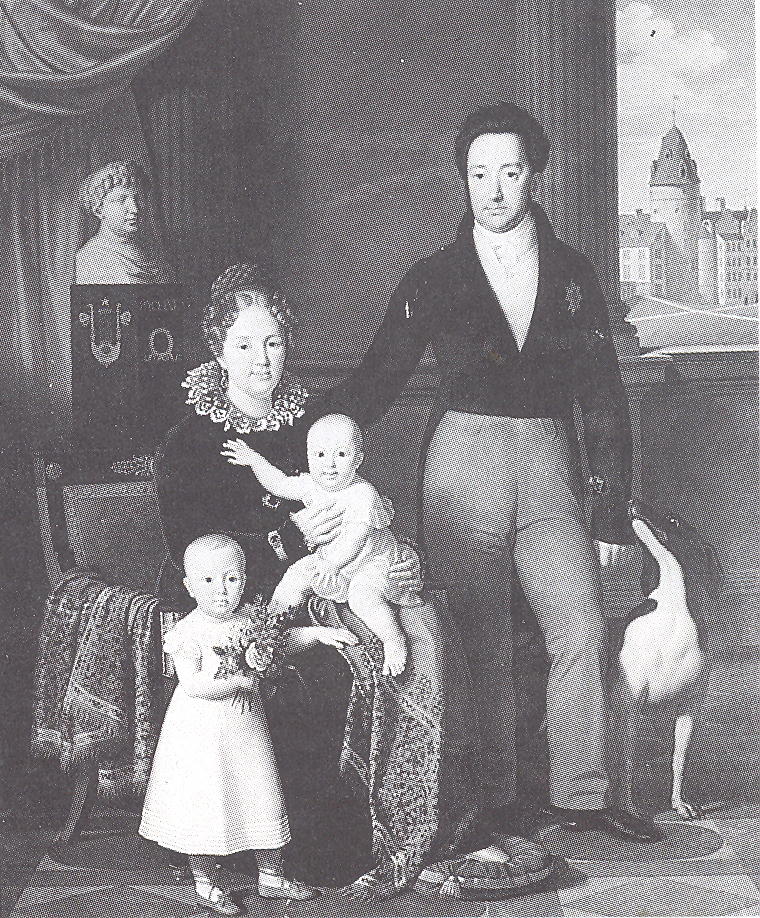
Emilia con marito e figli in un ritratto

Emilia di Schwarzburg-Sondershausen e Leopoldo II di Lippe ebbero sei figli e tre figlie:
- Paolo Federico Emilio Leopoldo  (1821-1875);
- Luisa Cristina Augura (1822-1887);
- Günther Federico Valdemaro (1824-1895);
- Federica Maria Carolina (1825-1897);
- Federico Paolo Alessandro (1827-1854);
- Ermanno Emilio (1829-1854);
- Carlo Alessandro (1831-1905);
- Paolo Emilio Carlo (1832-1834);
- Paolina Carolina (1834-1906).

## Titoli e trattamento
- 23 aprile 1800 - 23 aprile 1820: Sua Altezza Serenissima, la principessa Emilia di Schwarzburg-Sondershausen
- 23 aprile 1820 - 1⁰ gennaio 1851: Sua Altezza Serenissima, la principessa di Lippe
- 1⁰ gennaio 1851 - 2 aprile 1867: Sua Altezza Serenissima, la principessa Emilia di Lippe

## Ascendenza
|                                                       |                                            |                                             | Genitori                                       |  |  | Nonni |  |  | Bisnonni                             |  |  | Trisnonni                                        |  |
|                                                       |                                            |                                             |                                                |  |  |       |  |  | Augusto di Schwarzburg-Sondershausen |  |  | Cristiano Guglielmo di Schwarzburg-Sondershausen |  |
|                                                       |                                            |                                             |                                                |  |  |       |  |  | Augusto di Schwarzburg-Sondershausen |  |  | Cristiano Guglielmo di Schwarzburg-Sondershausen |  |
|                                                       |                                            | Guglielmina Cristiana di Sassonia-Weimar    |                                                |  |  |       |  |  | Augusto di Schwarzburg-Sondershausen |  |  |                                                  |  |
| Cristiano Günther III di Schwarzburg-Sondershausen    |                                            |                                             |                                                |  |  |       |  |  | Augusto di Schwarzburg-Sondershausen |  |  |                                                  |  |
|                                                       |                                            | Carlotta Sofia di Anhalt-Bernburg           | Carlo Federico di Anhalt-Bernburg              |  |  |       |  |  |                                      |  |  |                                                  |  |
|                                                       |                                            | Carlotta Sofia di Anhalt-Bernburg           | Carlo Federico di Anhalt-Bernburg              |  |  |       |  |  |                                      |  |  |                                                  |  |
|                                                       |                                            | Carlotta Sofia di Anhalt-Bernburg           | Sofia Albertina di Solms-Sonnenwalde           |  |  |       |  |  |                                      |  |  |                                                  |  |
| Günther Federico Carlo I di Schwarzburg-Sondershausen |                                            | Carlotta Sofia di Anhalt-Bernburg           |                                                |  |  |       |  |  |                                      |  |  |                                                  |  |
|                                                       |                                            | Vittorio Federico di Anhalt-Bernburg        | Carlo Federico di Anhalt-Bernburg              |  |  |       |  |  |                                      |  |  |                                                  |  |
|                                                       |                                            | Vittorio Federico di Anhalt-Bernburg        | Carlo Federico di Anhalt-Bernburg              |  |  |       |  |  |                                      |  |  |                                                  |  |
|                                                       |                                            | Vittorio Federico di Anhalt-Bernburg        | Sofia Albertina di Solms-Sonnenwalde           |  |  |       |  |  |                                      |  |  |                                                  |  |
| Guglielmina di Anhalt-Bernburg                        |                                            | Vittorio Federico di Anhalt-Bernburg        |                                                |  |  |       |  |  |                                      |  |  |                                                  |  |
|                                                       |                                            | Luisa di Anhalt-Dessau                      | Leopoldo I di Anhalt-Dessau                    |  |  |       |  |  |                                      |  |  |                                                  |  |
|                                                       |                                            | Luisa di Anhalt-Dessau                      | Leopoldo I di Anhalt-Dessau                    |  |  |       |  |  |                                      |  |  |                                                  |  |
|                                                       |                                            | Luisa di Anhalt-Dessau                      | Anna Luisa Föhse                               |  |  |       |  |  |                                      |  |  |                                                  |  |
| Emilia di Schwarzburg-Sondershausen                   |                                            | Luisa di Anhalt-Dessau                      |                                                |  |  |       |  |  |                                      |  |  |                                                  |  |
|                                                       | Luigi Günther II di Schwarzburg-Rudolstadt | Luigi Federico I di Schwarzburg-Rudolstadt  |                                                |  |  |       |  |  |                                      |  |  |                                                  |  |
|                                                       | Luigi Günther II di Schwarzburg-Rudolstadt | Luigi Federico I di Schwarzburg-Rudolstadt  |                                                |  |  |       |  |  |                                      |  |  |                                                  |  |
|                                                       | Luigi Günther II di Schwarzburg-Rudolstadt | Anna Sofia di Sassonia-Gotha-Altenburg      |                                                |  |  |       |  |  |                                      |  |  |                                                  |  |
| Federico Carlo di Schwarzburg-Rudolstadt              | Luigi Günther II di Schwarzburg-Rudolstadt |                                             |                                                |  |  |       |  |  |                                      |  |  |                                                  |  |
|                                                       |                                            | Sofia Enrichetta di Reuss-Untergreiz        | Enrico XIII di Reuss-Untergreiz                |  |  |       |  |  |                                      |  |  |                                                  |  |
|                                                       |                                            | Sofia Enrichetta di Reuss-Untergreiz        | Enrico XIII di Reuss-Untergreiz                |  |  |       |  |  |                                      |  |  |                                                  |  |
|                                                       |                                            | Sofia Enrichetta di Reuss-Untergreiz        | Sofia Elisabetta di Stolberg-Wernigerode       |  |  |       |  |  |                                      |  |  |                                                  |  |
| Carolina di Schwarzburg-Rudolstadt                    |                                            | Sofia Enrichetta di Reuss-Untergreiz        |                                                |  |  |       |  |  |                                      |  |  |                                                  |  |
|                                                       |                                            | Giovanni Federico di Schwarzburg-Rudolstadt | Federico Antonio di Schwarzburg-Rudolstadt     |  |  |       |  |  |                                      |  |  |                                                  |  |
|                                                       |                                            | Giovanni Federico di Schwarzburg-Rudolstadt | Federico Antonio di Schwarzburg-Rudolstadt     |  |  |       |  |  |                                      |  |  |                                                  |  |
|                                                       |                                            | Giovanni Federico di Schwarzburg-Rudolstadt | Sofia Guglielmina di Sassonia-Coburgo-Saalfeld |  |  |       |  |  |                                      |  |  |                                                  |  |
| Federica di Schwarzburg-Rudolstadt                    |                                            | Giovanni Federico di Schwarzburg-Rudolstadt |                                                |  |  |       |  |  |                                      |  |  |                                                  |  |
|                                                       |                                            | Bernardina Cristiana di Sassonia-Weimar     | Ernesto Augusto I di Sassonia-Weimar           |  |  |       |  |  |                                      |  |  |                                                  |  |
|                                                       |                                            | Bernardina Cristiana di Sassonia-Weimar     | Ernesto Augusto I di Sassonia-Weimar           |  |  |       |  |  |                                      |  |  |                                                  |  |
|                                                       |                                            | Bernardina Cristiana di Sassonia-Weimar     | Eleonora Guglielmina di Anhalt-Köthen          |  |  |       |  |  |                                      |  |  |                                                  |  |
|                                                       |                                            | Bernardina Cristiana di Sassonia-Weimar     |                                                |  |  |       |  |  |                                      |  |  |                                                  |  |